# Albanische Streitkräfte
Die Albanischen Streitkräfte (albanisch Forcat e Armatosura të Shqipërisë, kurz FASH) sind die Streitkräfte der Republik Albanien. Seit April 2009 ist das Balkanland Mitglied der NATO.

## Geschichte seit 1990

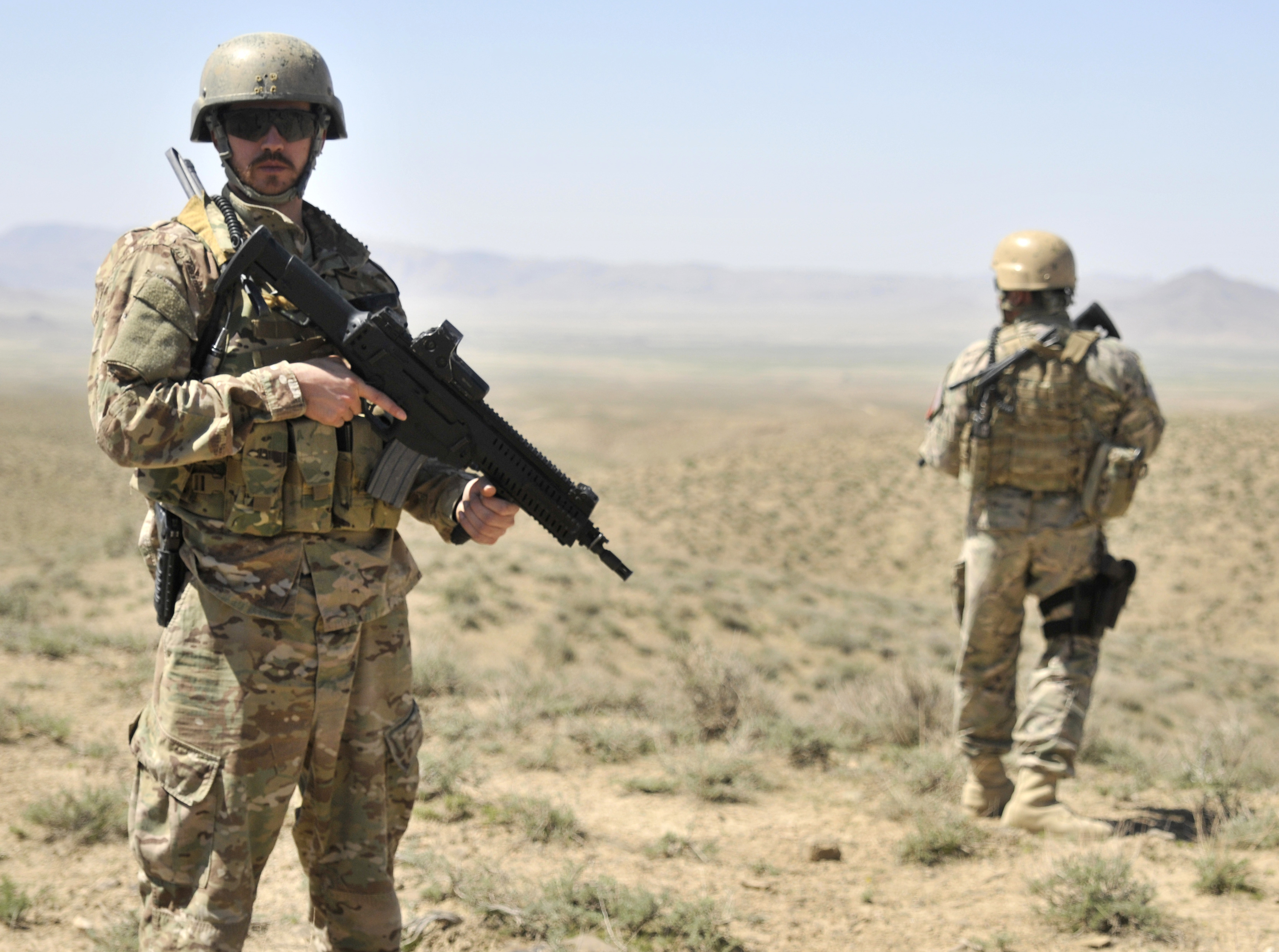
Soldaten der albanischen Streitkräfte bei einem Einsatz in Afghanistan (2013)

Wie das ganze Land waren auch die Streitkräfte in einem desolaten Zustand, als das kommunistische Regime 1990/91 zerbrach. Die Organisation und Führungsstruktur funktionierte zwar noch, die Ausrüstung war aber veraltet und es fehlten die finanziellen Mittel. Die neue demokratische Regierung verkleinerte die Streitkräfte stark und ersetzte die Kader.
Nach dem Lotterieaufstand 1997 zeigten die albanischen Streitkräfte Auflösungserscheinungen. Den bürgerkriegsähnlichen Zuständen dieses Jahres konnten sie nicht Herr werden. Ganz Albanien stürzte ins Chaos.

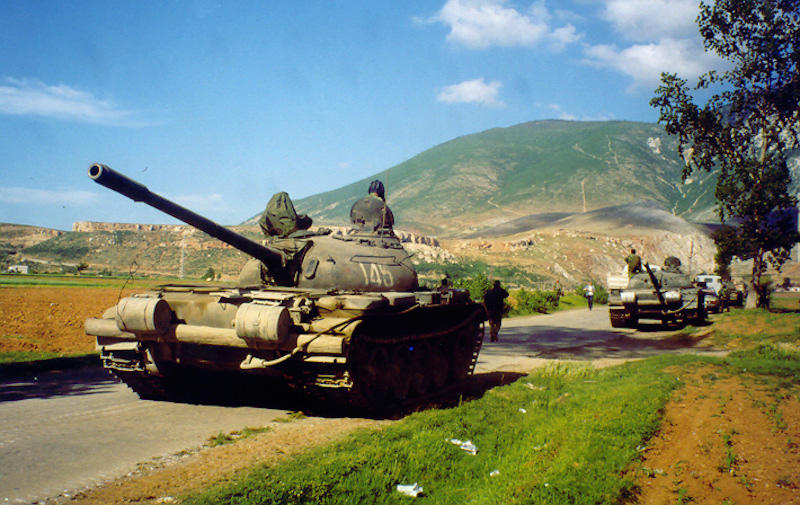
Einsatz von T-59-Panzern nahe der Grenze zum Kosovo, Mai 1999

Aus diesem Grund startete die Regierung im Jahr 2000 im Rahmen des Planes 2000 ein 10 Jahre dauerndes Reformprogramm. Die Streitkräfte wurden in dieser Zeit technologisch auf den neuesten Stand gebracht, reorganisiert, modernisiert und erhielten professionelle Ausbildung. Dazu gehörte auch die Vernichtung der riesigen Munitionsbestände aus kommunistischer Zeit. Mitte Juli 2007 wurde mitgeteilt, dass Albanien – mit der Unterstützung westlicher Staaten – als weltweit erster Staat seine gesamten Bestände an chemischen Waffen nachweislich vernichtet hat. Mehr Probleme bereitete die Vernichtung herkömmlicher Munition, die zum Teil mehr als 40 Jahre alt war. Am 15. März 2008 kam es in einem Munitionslager bei Gërdec, in dem Arbeiter mit der Vernichtung von Munition beschäftigt waren, zu einer Explosionskatastrophe. Als Folge der Stunden andauernden Explosionen verloren 26 Menschen ihr Leben und mehrere hundert wurden verletzt. In Gërdec und zwei weiteren Dörfern wurden außerdem etliche hundert Häuser komplett zerstört und anderthalb Tausend Gebäude beschädigt. Bereits im Mai 2006 war es in einem Waffenlager in Südalbanien zu Explosionen gekommen, die ein Todesopfer und mehrere schwer Verletzte forderten.
Seit 2010 hat Albanien nunmehr eine Berufsarmee. Sie besteht aus höchstens 14.500 aktiven Soldaten und 5000 Reservisten. Die Wehrpflicht, die zuletzt zwölf Monate betragen hatte, wurde ausgesetzt.

## Struktur

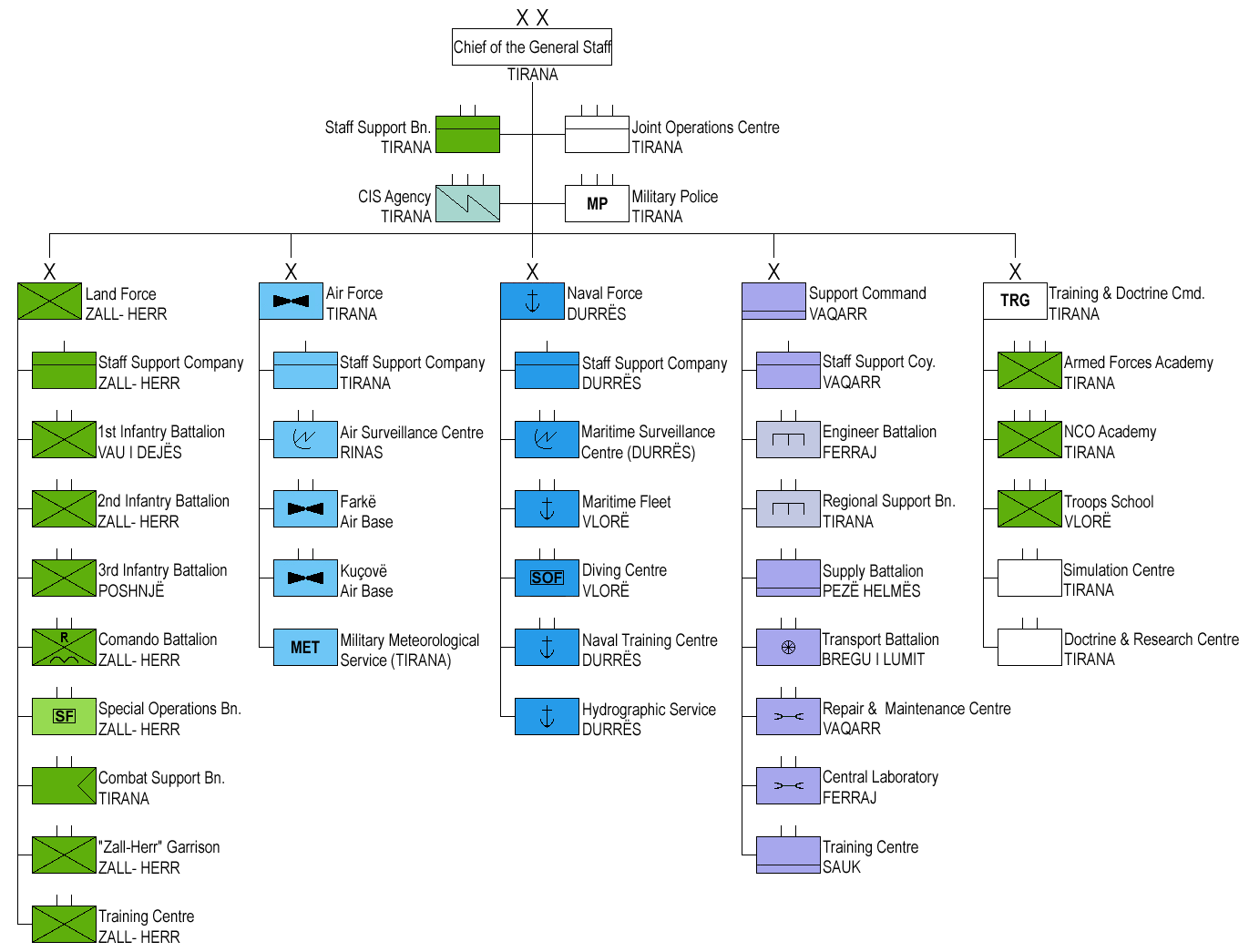
Gliederung der albanischen Streitkräfte im Jahr 2020

Das Joint Force Command bildet ein teilstreitkräfteübergreifendes Hauptquartier, dem die drei Teilstreitkräfte Heer, Luftwaffe und Marine unterstehen.

### Landstreitkräfte
- Verbände:
  - 1 Mechanisierte Infanterie-Brigade
  - 1 Pionier-Brigade
  - 1 Spezialtruppen-Regiment

Das Heeresoberkommando befindet sich in Tirana. In Burrel, Gjirokastra, Korça, Kukës und Shkodra gibt es Regionalkommandos.
- Ausrüstung:
  - Kampfpanzer
  - gepanzerte Fahrzeuge
  - Artillerie
  - Mehrfach-Raketenwerfer
  - Panzerabwehrkanonen
  - Flugabwehrkanonen

### Seestreitkräfte

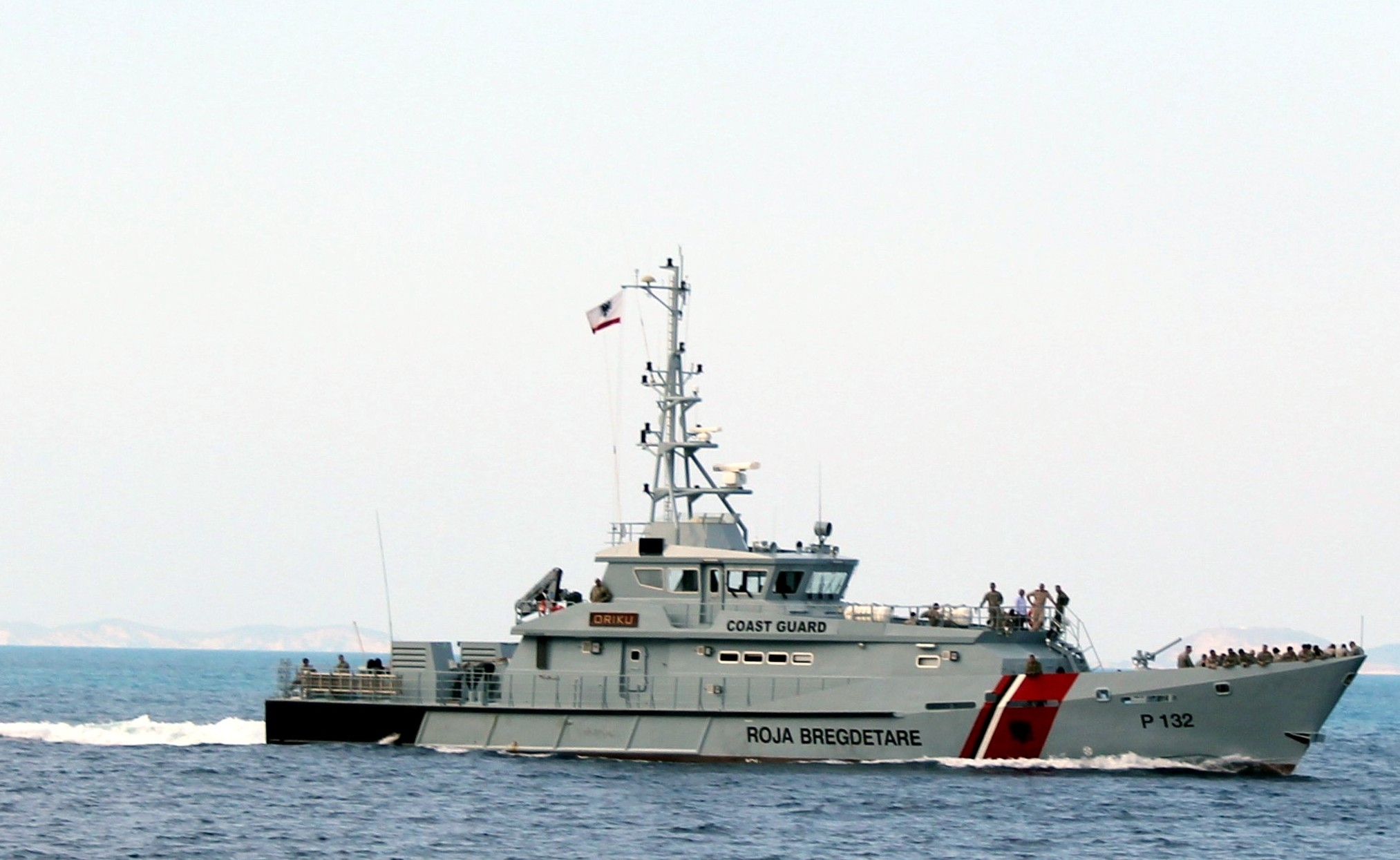
Patrouillenboot Oriku

Die albanische Marine (alb.: Forca Detare të Republikës së Shqipërisë), ist die Seestreitmacht der albanischen Streitkräfte und hat eine Personalstärke von 700 Soldaten. Sie betreibt zwei Stützpunkte in Durrës und Vlora. Die Flotte besteht aus vier Patrouillenbooten des Typs Stan 4207 von Damen (Iliria, Lisus, Oriku und Butrinti) und weiteren kleineren Booten.

### Luftstreitkräfte

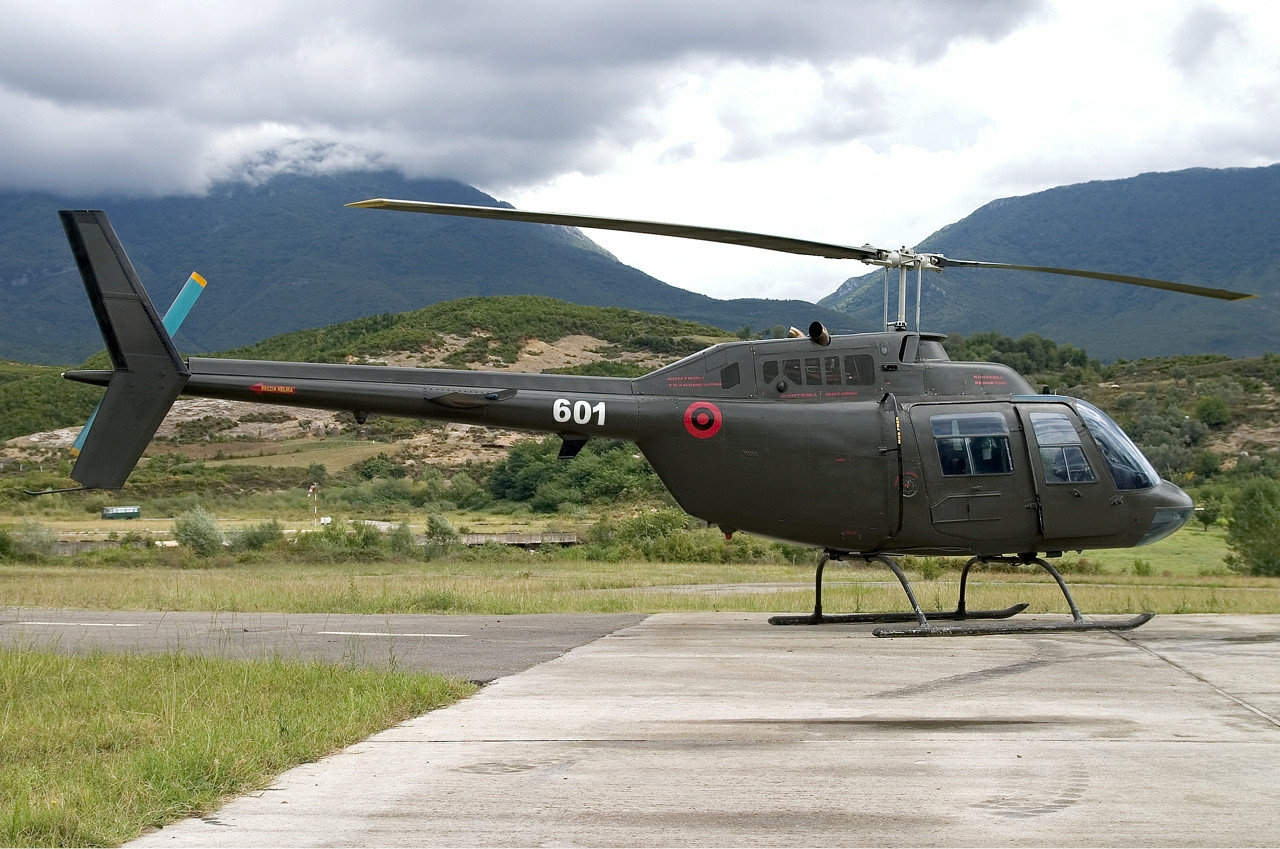
Hubschrauber der albanischen Luftwaffe

Die albanische Luftwaffe (alb.: Forca Ajrore Shqiptare), ist die Luftstreitmacht der albanischen Streitkräfte und hat eine Personalstärke von 660 Soldaten. Die Hauptbasen der Luftwaffe befinden sich in Tirana-Lapraka, Vlora, Berat-Kuçova, Tirana-Rinas und Tirana-Farka. Die in die Berge getriebene Flugzeugkaverne beim Militärflugplatz Lezha-Zadrima, auch als Gjadër bekannt, besteht aus einem einzigen Tunnel. Die Flugzeugkaverne ist nun inaktiv und dient nur noch als Lager für die außer Dienst gestellten Shenyang F-6 und die Chengdu F-7.
An Luftfahrzeugen betreibt die albanische Luftwaffe 19 Hubschrauber und einige Drohnen.

## Internationale Zusammenarbeit
Aufgrund der immer wieder sehr unruhigen politischen Lage auf dem Balkan suchten die albanischen Regierungen seit dem Sturz des Kommunismus westliche Bündnispartner. Als Ergebnis dieser langjährigen Bemühungen wurde das Land im April 2009 in die NATO aufgenommen. Bereits vorher fanden jedoch regelmäßig Manöver unter Beteiligung US-amerikanischer Soldaten in Albanien statt. Das Interesse ausländischer Streitkräfte an Albanien stieg insbesondere im Vorfeld des Kosovokriegs. Albanien, das selber nicht an Kampfhandlungen beteiligt war, diente als Basis der kriegsführenden NATO-Staaten. Bis 2010 betrieb die NATO in Tirana ein Hauptquartier mit insbesondere logistischen Aufgaben.
Bereits vor dem Kosovokrieg war Albanien selber zweimal auf die Hilfe ausländischer Streitkräfte angewiesen. Nach dem Sturz des kommunistischen Regimes bemühte sich zunächst das italienische Militär von 1991 bis 1993 in der Mission Pellicano die Versorgung der Bevölkerung sicherzustellen, um einen weiteren Flüchtlings-Exodus nach Italien zu verhindern. Auch während des Lotterieaufstands im Jahre 1997 war das albanische Militär vollkommen überfordert und zeigte Auflösungserscheinungen. So war es erneut gezwungen, im Rahmen der Operation Alba 6000 ausländische Soldaten unter Führung Italiens in das Land zu holen, um eine Ordnung wiederherzustellen.

## Auslandseinsätze

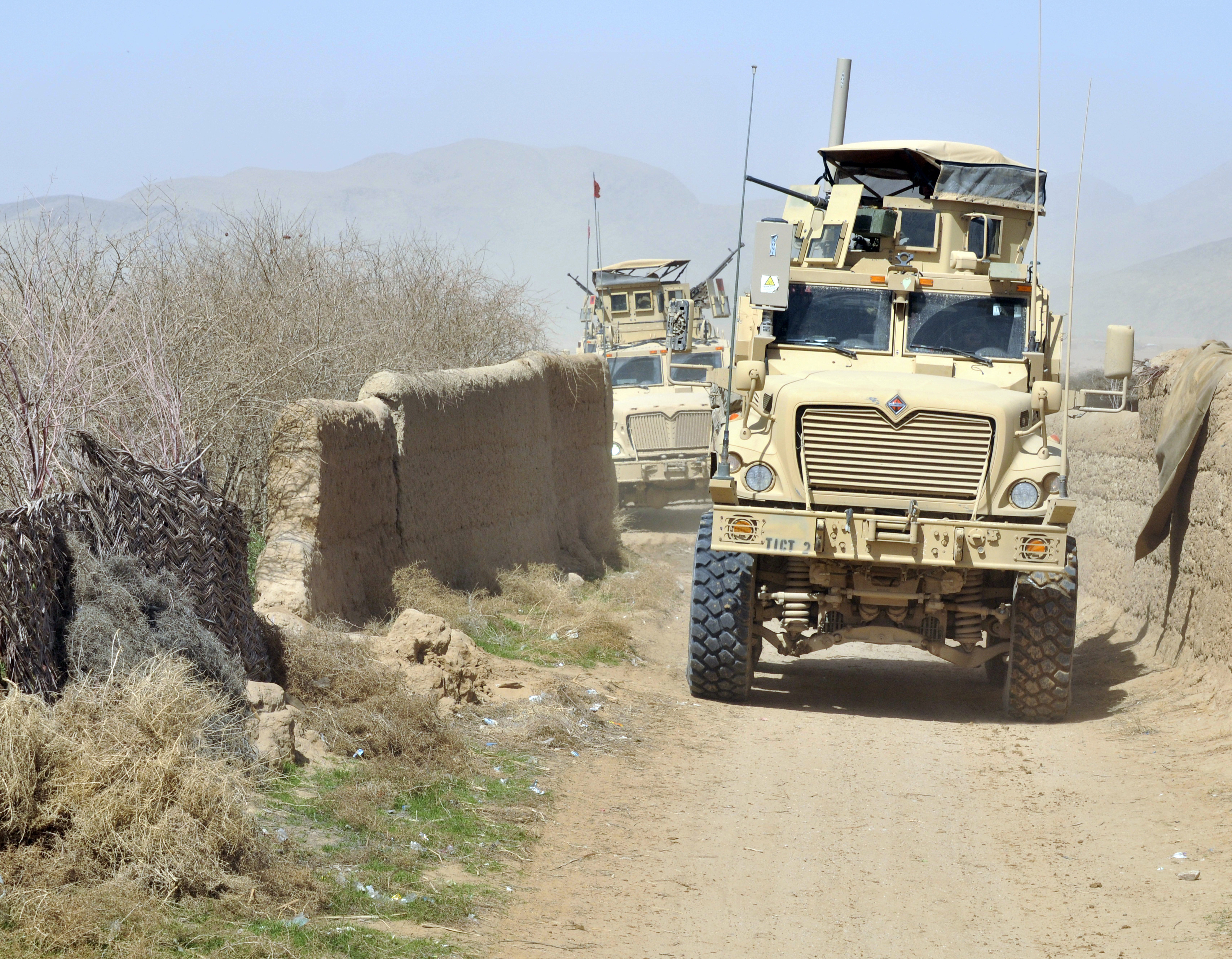
Albanische MRAP Fahrzeuge auf Patrouille in Kandahar (2013)

Albanien beteiligte sich mit 100 Soldaten an der SFOR in Bosnien und Herzegowina und mit einem Beobachter an der UNOMIG in Georgien. Von 2003 an unterstützte es die US Army und ihre Verbündeten im Irak mit zuerst 70 Soldaten und ab 2005 bis zum Rückzug mit 120 Soldaten. Die kleine Beteiligung Albaniens in der Koalition der Willigen stieß in der Bevölkerung des mehrheitlich muslimischen Landes nie auf großen Widerspruch, da die große Mehrheit der Albaner den USA ausgesprochen positiv gegenüber eingestellt sind. Darüber hinaus sind rund 63 albanische Soldaten im Tschad stationiert (MINURCAT). Bei einem bisher ungeklärten Zwischenfall im südlichen Robat in Afghanistan am 20. Februar 2012 wurde ein albanischer Soldat der Spezialeinheit von afghanischen Polizisten getötet. Dies war der erste Albaner, der bei einem Auslandseinsatz getötet wurde.
Albanische Truppen sind als Teil der KFOR-Mission in Kosovo stationiert. Im „Camp Villagio Italia“ sind sie in der Stadt Peja mit über 80 Soldaten stationiert. Ebenfalls ist ein Bombenentschärfungskommando der Albanischen Armee in Lettland präsent. Sie sind dort Teil der NATO Enhanced Forward Presence.
Die Albanische Marine ist ebenfalls Teil der NATO Mission Sea Guardian. Sie bewachen mit dem Schiff Lissus das Adriatische Meer und das zentrale Mittelmeer.